# Przeworsk (gromada)
Przeworsk (do 31 XII 1968 Grzęska) – dawna gromada, czyli najmniejsza jednostka podziału terytorialnego Polskiej Rzeczypospolitej Ludowej w latach 1954–1972.
Gromady, z gromadzkimi radami narodowymi (GRN) jako organami władzy najniższego stopnia na wsi, funkcjonowały od reformy reorganizującej administrację wiejską przeprowadzonej jesienią 1954 do momentu ich zniesienia z dniem 1 stycznia 1973, tym samym wypierając organizację gminną w latach 1954–1972.
Gromadę Przeworsk z siedzibą GRN w mieście Przeworsku (nie wchodzącym w jej skład) utworzono 1 stycznia 1969 w powiecie przeworskim w woj. rzeszowskim  związku z przeniesieniem siedziby gromady Grzęska z Grzęski do Przeworska i zmianą nazwy jednostki na gromada Przeworsk. Dla gromady ustalono 27 członków gromadzkiej rady narodowej.
Gromada przetrwała do końca 1972 roku, czyli do kolejnej reformy gminnej. 1 stycznia 1973 w powiecie przeworskim reaktywowano zniesioną w 1954 roku gminę Przeworsk.